# Albéric Allard
Albéric Allard (Tournai, 1834 – Gand, 1872) è stato un giurista belga.
Insegnante di diritto a Gand.

## Opere
- Histoire de la justice criminelle au XV siècle (1868)
- Examen critique du code de procédure civile du royaume d'Italie (1870)